# 张书华
张书华（1960年—），男，汉族，中共党员，省委党校研究生畢業。曾任延边州检察院副检察长，省检察院延边林区分院检察长，省检察院公诉一处处长，白山市检察院检察长，省检察院检察专员，吉林省人民检察院专职检察委员会委员（副厅长级）兼行政检察部部长。2018年1月22日，任吉林省人民检察院副检察长。